# Kamerun vasúti közlekedése

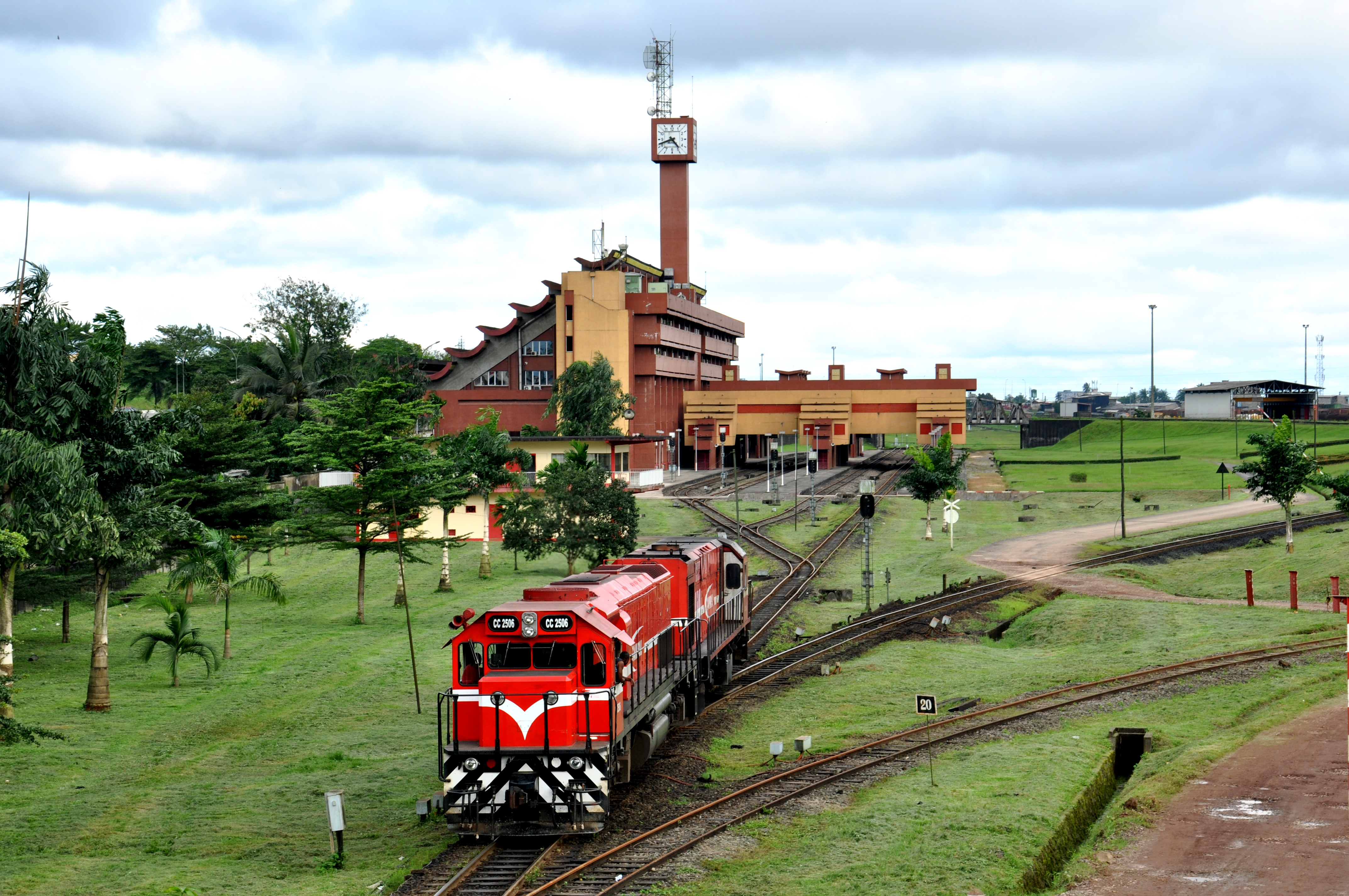
Bessengué vasútállomás

Kamerun vasúthálózata 1 245 km hosszú, mely 1000 mm-es nyomtávolságú. Villamosított vonalak nincsenek az országban.
Az ország első vasútvonalát még a német gyarmatosítók építették 600 mm-es nyomtávolsággal. A második vasútvonal azonban már a jelenleg is használt 1000 mm-es nyomtávolsággal épült meg. Napjainkban a legfontosabb árucikkek a vasérc, a cukor és a kakaó.

## Vasúti kapcsolata más országokkal
Az ország jelenleg nincs kapcsolatban egy szomszédos ország vasúthálózatával sem.